# Charley Straight
Charley Straight est un pianiste et compositeur de musique ragtime et jazz. Né le 16 janvier 1891 à Chicago, il fait publier de nombreux rags jusqu'à ce qu'il compose pour le jazz. Il décède le 21 septembre 1940, à l'âge de 49 ans.

## Liste des compositions
- 1909 : King of the BungaloosRed Raven Rag (1915) Hot Hands (1916)
- 1910 : Moon Face

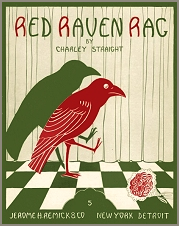
Red Raven Rag (1915)

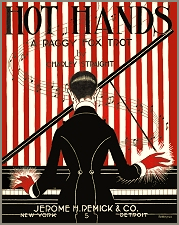
Hot Hands (1916)

- 1911 : I'm Gonna Stay on Solid Ground
- 1912 : Mocking Bird Rag
- 1912 : Mocking Bird Rag Song
- 1912 : My Rose of Old Kildare
- 1913 : That Australian Rag
- 1913 : You Said Good Bye: Novelty Song
- 1913 : You Went Away
- 1913 : Everything is Ragtime Now
- 1913 : That London Rag
- 1913 : Forest Queen
- 1913 : Mississippi Lou
- 1914 : Humpty Dumpty
- 1914 : To-morrow Morn
- 1915 : Let's Go
- 1915 : Red Raven Rag
- 1916 : Hot Hands - A Raggy Fox Trot
- 1916 : Playmor
- 1916 : Try Me
- 1916 : S'More - Fox Trot
- 1916 : Way Back in Tennessee
- 1916 : Nice and Easy
- 1916 : My Baby's Rag
- 1916 : Lazy Bones
- 1916 : See Those Mississippi Steamboats on Parade
- 1917 : Black Jack Rag
- 1917 : Out Steppin'
- 1917 : Old Fashioned Roses for Old Times Sake
- 1917 : Rufenreddy
- 1918 : A Dippy Ditty
- 1918 : Fastep
- 1918 : Mitinice
- 1918 : Red Rose - Waltz
- 1918 : The Blue Grass Rag
- 1918 : Rag-a-Bit
- 1918 : Nifty Nonsense
- 1918 : Sweet Pickin's
- 1918 : Knice and Knifty
- 1918 : I Found the End of the Rainbow
- 1918 : Mow 'Em Down
- 1919 : Universal Rag
- 1919 : Wild and Wooly
- 1919 : Itsit
- 1919 : Ev'rybody Calls Me Honey
- 1919 Those Honky-Tonky Ditties
- 1919 Memory-Land
- 1919 Why Don't You Try to Get Along with Me
- 1919 I Never Had the Blues (Until I Left Old Dixie-Land)
- 1920 : Mississippi Bound
- 1920 : I Love You Sunday
- 1920 : Hold Me in Your Heart
- 1920 : In the Land of Rice and Tea
- 1921 : June Moon
- 1921 : It Must Be Someone Like You
- 1921 : The Old Garden Gate
- 1921 : Lonely
- 1921 : Rickety Stairs
- 1921 : Rose of Algiers
- 1921 : Roaming - Fox Trot
- 1922 : Little Thoughts
- 1923 : Buddy's Habits
- 1924 : Mishawaka Blues
- 1924 : I Don't Know Why I Weep Over You
- 1924 : Santa Claus Blues
- 1924 : Forsaken Blues
- 1924 : I Found a Way to Love You (But I Can't Find a Way to Forget)
- 1925 : The Whole World is Dreaming of Love
- 1926 : Pretty Lips
- 1928 : Smiling Skies
- 1929 : Funny, Dear, What a Love Can Do
- 1930 : Bless Your Little Heart